# 유붕
유붕(劉傰, ? ~ ?)은 전한 말기의 제후로, 중산강왕의 증손이다.

## 생애
아버지 유득자의 뒤를 이어 성후(成侯)에 봉해졌다.
시호를 양(煬)이라 하였고, 아들 유귀가 작위를 이었다.

## 출전
- 반고, 《한서》 권15하 왕자후표 下

| 선대 아버지 성경후 유득자 | 전한의 성후 ? ~ ? | 후대 아들 성애후 유귀 |